# Плугатарь, Юрий Владимирович
Ю́рий Влади́мирович Плугата́рь (род. 8 января 1966 года, Самбор, Львовская область, УССР, СССР) — украинский и российский учёный, специалист в области экологии, дендрологии, лесоведения и лесного хозяйства. Член-корреспондент РАН (2016). Автор более 200 научных трудов, из них 19 монографий.

## Биография
Родился 8 января 1966 года в Самборе Львовской области УССР.
В 1988 году окончил Ленинградскую лесотехническую академию имени С. М. Кирова.
С 1988 по 1993 годы — помощник лесничего, лесничий Вишневчикского лесничества Хмельницкой области Украины. С 1993 по 2003 годы — лесничий Алуштинского лесничества. С 2003 по 2010 годы — ведущий научный сотрудник, директор Крымской горно-лесной научно-исследовательской станции ТНУ.
В 2005 году защитил кандидатскую, тема: «Состояние дубовых насаждений Горного Крыма и их возобновление» (научный руководитель А. Ф. Поляков).
Заместитель директора (2010—2014), директор (с 2014 года) Никитского ботанического сада.
В 2011 году защитил докторскую диссертацию, тема: «Экологические основы сбалансированного использования ресурсов лесных экосистем Крыма» (научный консультант О. И. Фурдычко).
В 2016 году избран членом-корреспондентом РАН. С ноября 2017 года — член Совета при Президенте Российской Федерации по науке и образованию.

## Награды
- Медаль ордена «За заслуги перед Отечеством» II степени (2022)[4]
- Заслуженный деятель науки и техники Республики Крым (2015)
- Лауреат премии Автономной Республики Крым за 2012 год (совместно с О. И. Фурдычко) — за монографию «Екологічні основи збалансованого використання лісів Криму»[5]
- Почётная грамота Российской академии наук (19 июля 2024) — за многолетний плодотворный труд, большой вклад в развитие российской науки, высокий профессионализм, ответственное отношение к работе и в связи с 300-летием Российской академии наук